# Kephissos (böotischer Flussgott)
Kephissos (altgriechisch Κηφισσός Kēphissós oder Kephisos Κηφισός Kēphisós) ist die göttliche Personifikation des böotischen Flusses Kephissos in der griechischen Mythologie.
Wie alle griechischen Flussgötter galt Kephissos als Sohn der Titanen Okeanos und Tethys. Nach Ovid wurde er durch die Vergewaltigung der Nymphe Leiriope zum Vater des Narkissos, wofür Poseidon ihn unter die Erde schmetterte.
Kephissos galt laut Pausanias außerdem als Vater der Kephisiden, fünfzig Najaden, die an seinem Ufer verehrt wurden. Darunter war die Nymphe Lilaia an seiner Quelle bei der Stadt Lilaia. Laut Pausanias pflegten die Liläer an bestimmten Tagen Kuchen und andere Opfergaben in die Quelle zu werfen, die bei der Kastalischen Quelle wieder zum Vorschein kamen, was die mythische Annahme stützte, Kephissos habe den Delphern das Wasser der Quelle geschenkt und sei auch Vater der Quellnymphe Kastalia oder der delphischen Thyia. Auch die Nymphen Daulis und Melaine oder Melaina galten als Kephissos’ Töchter.
Ein weiterer ihm zugeschriebener Nachkomme mit Euippe, der Gattin des Andreus, ist ein König Eteokles von Orchomenos.